# Josep Fusté i Ferré
Josep Fusté i Ferré   (Reus, 1925 - Reus, 12 d'agost de 2022) fou un músic que dirigí l'Orfeó Reusenc durant 42 anys.

## Biografia
Començà a aprendre música amb el seu pare i amb mossèn Josep Moragues, organista i mestre de capella de la prioral de Sant Pere de Reus. Amplià la seva formació al Conservatori del Liceu estudiant-hi piano amb Pere Vallribera. Tocà l'harmònium en actes religiosos. Començà a dirigir l'Orfeó Reusenc el 1957, i ho feu fins al 1999. Amb motiu dels seus 25 anys de direcció, l'Orfeó l'homenatjà amb l'Escut d'Or de l'entitat, i al mateix any la premsa local el nomenà "Reusenc de l'Any". El 27 d'abril del 1983 rebé la Medalla d'Or de la ciutat de Reus.
L'any 1961 va compondre uns Goigs a Sant Pere Apòstol, cantats a la prioral de Sant Pere de Reus, amb lletra d'Antoni Correig Massó.